# Gabriel Lamé
Gabriel Lamé   (Tours, 22 de juliol de 1795 - París, 1 de maig de 1870) va ser un matemàtic francès que va contribuir a la teoria de les equacions diferencials parcials usant les coordenades curvilínies i a la teoria matemàtica de l'elasticitat.
El seu nom apareix inscrit a la Torre Eiffel

## Vida i obra
Lamé nasqué a Tours, a la Turena (actual departament d'Indre-et-Loire). Després de graduar-se a l'École polytechnique va fer estudis a l'École des mines en la que es va graduar el 1820, juntament amb Clapeyron i,a continuació, tots dos van marxar a Sant Petersburg on el tsar Alexandre I de Rússia els va oferir llocs de treball atractius. Va ser professor a l'Escola Nacional d'Enginyers Ferroviaris fins al 1832, quan va retornar a França. Mentre era a Sant Petersburg es va casar i va tenir els seus tres fills. També va fer els seus primers treballs d'enginyer i d'acadèmic, la majoria compartits amb Clapeyron.
En retornar a França, va ser nomenat professor de física de l'École polytechnique, mentre que Clapeyron va anar a l'Escola de Mines de Saint-Étienne i els dos col·legues es van anar separant paulatinament. El 1851 va obtenir la càtedra de física matemàtica i probabilitat a la Sorbona. El 1862 va haver de resignar de tots els seus càrrecs per la seva sordesa.
El 1854, va ser elegit membre de la Reial Acadèmia Sueca de Ciències.
Lamé morí a París el 1870.
Lamé és conegut, sobre tot, per la seva teoria general de les coordenades curvilínies i la seva notació i estudi de les classes de corbes similars a el·lipses, actualment conegudes com a Corba de Lamé i definides per l'equació:
{\displaystyle \left|\,{x \over a}\,\right|^{n}+\left|\,{y \over b}\,\right|^{n}=1}
on {\displaystyle n} és qualsevol nombre real positiu.
Però, en realitat, va treballar en una àmplia varietat de temes. Sovint els problemes d'enginyeria el van portar a estudiar-ne els fonaments matemàtics, per exemple en l'elasticitat, camp en el que va establir la constant de Lamé per la mesura de l'elasticitat d'un sòlid. També son d'interès els seus treballs en teoria de nombres i el darrer teorema de Fermat.

## Llibres escrits per G. Lamé
- Leçons sur les coordonnées curvilignes et leurs diverses applications (Mallet-Bachelier, 1859)
- Leçons sur les fonctions inverses des transcendantes et les surfaces isothermes  (Mallet-Bachelier, 1857)
- Leçons sur la théorie analytique de la chaleur (Mallet-Bachelier, 1861)
- Examen des différentes méthodes employées pour résoudre les problèmes de géométrie  (Vve Courcier, 1818)
- Cours de physique de l'Ecole Polytechnique. Tome premier, Propriétés générales des corps—Théorie physique de la chaleur (Bachelier, 1840)
- Cours de physique de l'Ecole Polytechnique. Tome deuxième, Acoustique—Théorie physique de la lumière (Bachelier, 1840)
- Cours de physique de l'Ecole Polytechnique. Tome troisième, Electricité-Magnétisme-Courants électriques-Radiations (Bachelier, 1840)
- Leçons sur la théorie mathématique de l'élasticité des corps solides (Bachelier, 1852)